# Ben Morris
Benjamin James Morris, född 6 juli 1999 i Colchester, England, är en engelsk fotbollsspelare som spelar för Ipswich Town.

## Karriär
Ben började spela för Ipswich Town säsongen 2013-2014 och skrev ett proffskontrakt när han var 17 år gammal. Han spelade för Towns U23-lag och gjorde en assist säsongen 2017. Därefter blev han utlånad till Woking resten av säsongen. Säsongen efter spelade Morris sin första ligamatch när han blev inbytt mot Hull City den 13 mars 2018. Sin första start fick han mot Nottingham Forest en månad senare.
Den 31 augusti 2018 blev Morris utlånad till League Two-laget Forest Green Rovers och gjorde sitt första mål mot Carlisle United den 24 november 2018.
Efter att ha kommit tillbaka till Ipswich Town i februari följande år, skadade han främre korsbandet och åtta månader senare skadade han det igen.
Den 31 januari 2022 blev Morris utlånad till Gais. Efter avslutat lån gick han efter säsongen 2022 tillbaka till Ipswich.